# Helen Simpson (Schriftstellerin, 1959)
Helen Simpson (* 1959 in Bristol) ist eine britische Schriftstellerin, die 2001 mit dem Hawthornden-Preis ausgezeichnet wurde.

## Leben
Helen Simpson, die in London aufwuchs, studierte Literaturwissenschaft an der University of Oxford und schloss ihr Studium mit einer Abhandlung über die Farce zur Zeit der Restauration. Im Anschluss war sie fünf Jahre als Mitarbeiterin für die Zeitschrift Vogue, ehe sie als freiberufliche Schriftstellerin Artikel für Zeitungen und Zeitschriften sowie zwei Kochbücher verfasste.
Ihr literarisches Debüt, die Kurzgeschichtensammlung Four Bare Legs in a Bed and Other Stories (1990), wurde sowohl mit dem Young Writer of the Year Award von The Sunday Times als auch mit dem Somerset Maugham Award ausgezeichnet. Außerdem wurde sie vom Granta Magazine in die Liste der 20 besten britischen Romanautoren des Jahres 1993 aufgenommen.
Im Jahr 2000 erschien Hey Yeah Right Get a Life, eine Sammlung lose miteinander verbundener Geschichten über moderne Frauen und Mutterschaft, die 2001 den Hawthornden-Preis erhielt.
Helen Simpson, die in London lebt, schrieb 1994 auch das Libretto für die Jazz-Oper Good Friday, 1663, die auch im Fernsehen gezeigt wurde, sowie Liedtexte für die Jazzsuite Bar Utopia (1996) von Kate und Mike Westbrook. Zuletzt erschien die Erzählungssammlung In-Flight Entertainment (2010).

## Weitere Veröffentlichungen
- Unguarded Hours, 1990
- Dear George, 1995
- Constitutional, 2005
- The London Ritz Book of Afternoon Tea: The Art and Pleasures of Taking Tea, 2006

in deutscher Sprache
- Vier nackte Beine im Bett und andere Geschichten, Originaltitel Bare Legs in a Bed and Other Stories, 1991, ISBN 3-442-41054-1
- Gleich, Schätzchen : Erzählungen, Originaltitel Hey Yeah Right Get a Life, 2010, ISBN 978-3-0369-5555-1[2][3]